# Noyal-sur-Vilaine
Noyal-sur-Vilaine is een gemeente in het Franse departement Ille-et-Vilaine (regio Bretagne). De plaats maakt deel uit van het arrondissement Rennes. Noyal-sur-Vilaine telde op 1 januari 2022 6.250 inwoners.

## Geografie
De oppervlakte van Noyal-sur-Vilaine bedroeg op 1 januari 2022 30,73 vierkante kilometer; de bevolkingsdichtheid was toen 203,4 inwoners per km².

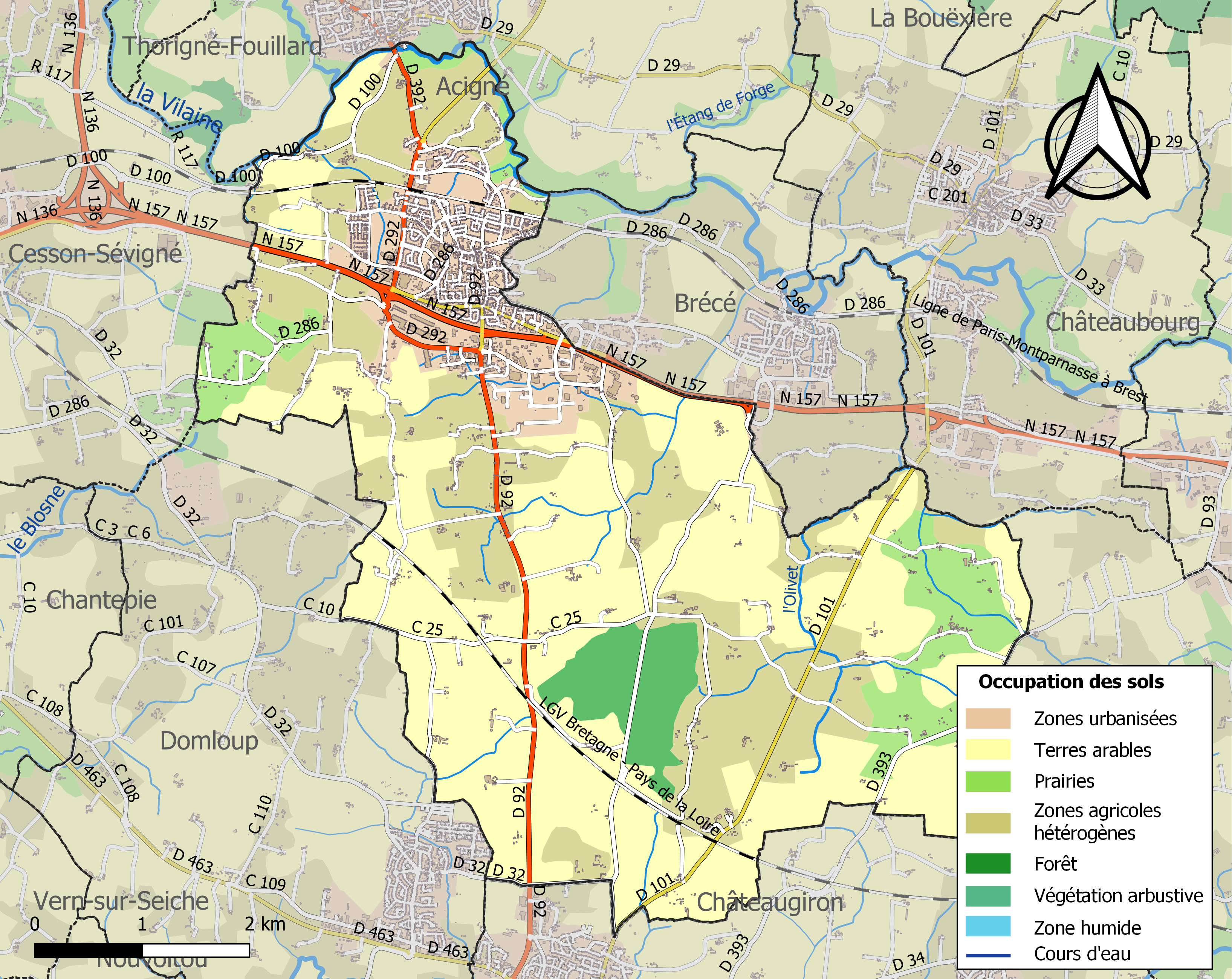
Kaart van de gemeente met belangrijkste infrastructuur, bodemgebruik en omliggende gemeenten

## Verkeer
In de gemeente ligt de spoorweghalte Noyal - Acigné.

## Demografie
Onderstaande figuur toont het verloop van het inwonertal, bron: INSEE-tellingen. 